# Terataner
Terataner – rodzaj mrówek z podrodziny Myrmicinae. Opisano 12 gatunków. Zasięg rodzaju obejmuje krainę etiopską i madagaskarską. Gatunkiem typowym jest Terataner foreli.

## Gatunki
Należy tu 12 opisanych gatunków:
- Terataner alluaudi (Emery, 1895)
- Terataner bottegoi (Emery, 1896)
- Terataner elegans Bernard, 1953
- Terataner foreli (Emery, 1899)
- Terataner luteus (Emery, 1899)
- Terataner piceus Menozzi, 1942
- Terataner rufipes Emery, 1912
- Terataner scotti (Forel, 1912)
- Terataner steinheili (Forel, 1895)
- Terataner transvaalensis Arnold, 1952
- Terataner velatus Bolton, 1981
- Terataner xaltus Bolton, 1981